# Dinastia Avís

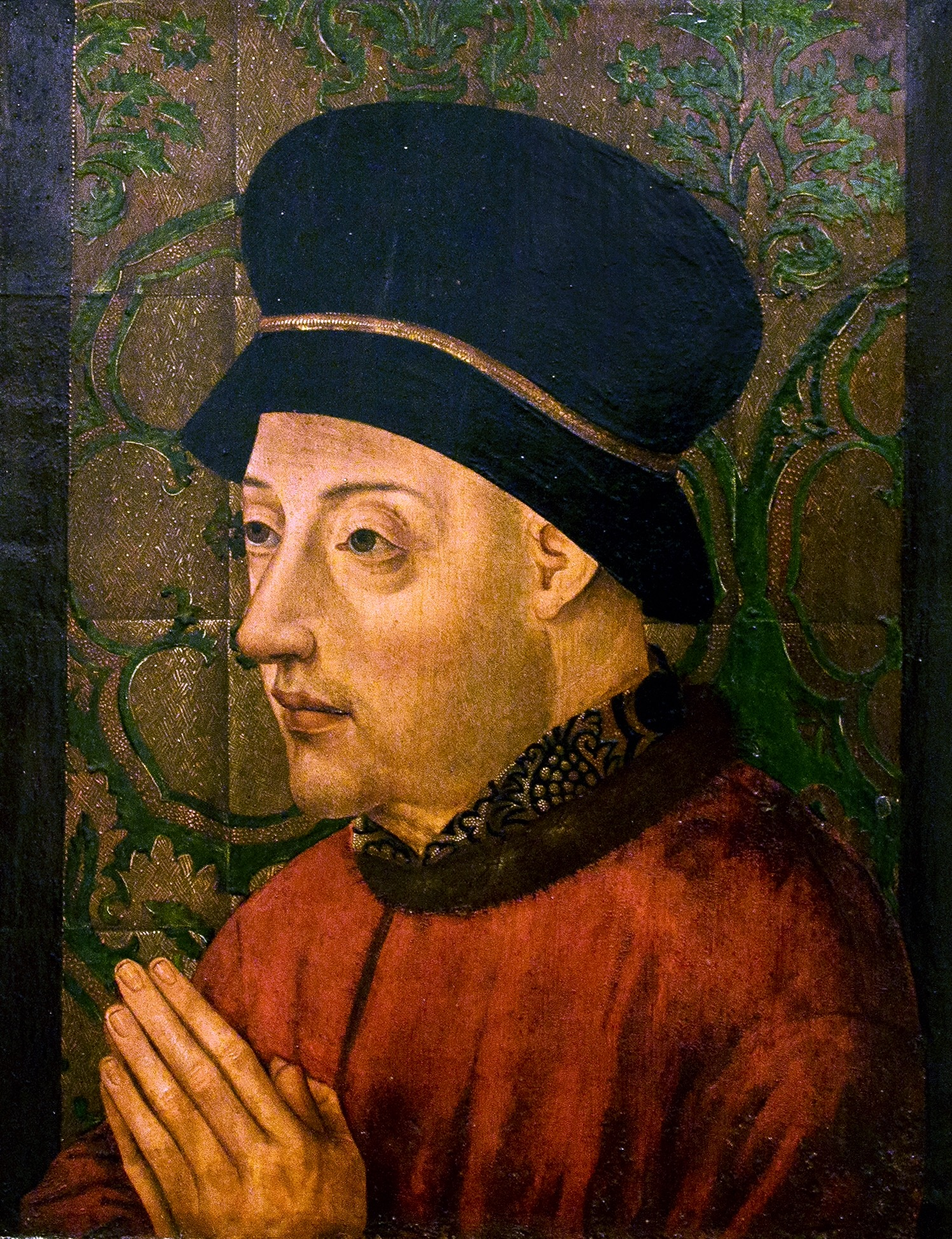
Joan I de Portugal, fundador de la dinastia d'Avís

La dinastia d'Avís (en portuguès antic Aviz i modernament Avis) fou el llinatge reial que van governar el regne de Portugal des de 1385 fins a l'any 1580.
L'any 1385, l'interregne provocat per la crisi de 1383 - 1385, per la qual s'acabà la dinastia Borgonya amb la mort de Ferran I de Portugal, comportà la lluita entre Beatriu de Portugal, filla de l'últim rei borgonyès del regne, i Joan de Portugal, Gran Mestre de l'Orde d'Avís, fill natural de Pere I de Portugal i germanastre de Ferran I.
Els nobles portuguesos, veient la fi de la independència del regne si quedava en mans de Beatriu, a causa del seu matrimoni amb el rei Joan I de Castella, van oferir el tron a Joan de Portugal, que l'acceptà i aconseguí vèncer els castellans a la batalla d'Aljubarrota i destronar Beatriu el 1385. Els descendents del rei Joan I van seguir sent Grans Mestres de l'Orde d'Avís, tot i que sovint nomenaren delegats eclesiàstics perquè conduïssin l'orde.
La dinastia d'Avís es va extingir amb la mort del rei Enric I de Portugal el 1580. Després d'un curt període de lluita per aconseguir el tron de Portugal, Felip II de Castella, de la dinastia Habsburg, aconseguí destronar el seu cosí Antoni I, fill natural del rei Enric I, i el regne de Portugal s'uní a la Monaquia Hispànica dels Àustries fins a l'any 1640.

## Llista dels monarques de la dinastia Avís

Creu de l'Orde d'Avís

### Branca directa
- 1385 - 1433: Joan I el Gran, fill natural de Pere I de Portugal
- 1433 - 1438: Eduard I l'Eloqüent, fill de l'anterior
- 1438 - 1481: Alfons V l'Africà, fill de l'anterior
- 1481 - 1495: Joan II el Perfecte, fill de l'anterior

### Branca de Beja
- 1495- 1521: Manuel I l'Afortunat, cosí de l'anterior i net d'Eduard I de Portugal
- 1521 - 1557: Joan III el Piadós, fill de l'anterior
- 1557 - 1578: Sebastià I el Desitjat, net de l'anterior
- 1578 - 1580: Enric I el Cardenal, fill de Manuel I de Portugal i besoncle de Sebastià I de Portugal
- 1580: Antoni I, prior de Crato, fill natural de Lluís de Portugal, fill de Manuel I de Portugal

Antoni I fou rei durant seixanta dies, fins que el 4 d'agost de 1580 perdé la corona a la batalla d'Alcàntara contra el seu cosí Felip II de Castella, net per línia femenina de Manuel I de Portugal.